# I sette gladiatori
I sette gladiatori (Siete gladiadores en Hispanoamérica, Los siete espartanos en España) es una película de 1962 dirigida por Pedro Lazaga.

## Argumento
Un gladiador griego busca venganza por el asesinato de su padre y encuentra a su amante capturada por un tirano malvado.

## Reparto
- Richard Harrison como Darius.
- Loredana Nusciak como Aglaia.
- Livio Lorenzon como Panurgus.
- Gérard Tichy como Hiarba.
- Edoardo Toniolo como Milon.
- José Marco como Xeno
- Barta Barri como Flaccus.
- Nazzareno Zamperla como Vargas.
- Franca Badeschi como Licia.
- Enrique Ávila como Livius.
- Antonio Molino Rojo como Macrobius.
- Antonio Rubio como Mados.
- Emilia Wolkowicz como Ismere.

## Producción
La película fue filmada parcialmente en algunos de los lugares donde se filmó El Cid.: 67  Partes de la película fueron filmadas en España.

## Estreno
I sette gladiatori fue lanzado teatralmente en Italia el 11 de octubre de 1962 con un tiempo de duración de 105 minutos y en los Estados Unidos el 6 de mayo de 1964 con un tiempo de duración de 92 minutos.: 67 